# Повидло из Тополовени
Повидло из Тополовени (варенье из Тополовени; рум. Magiun de Topoloveni) — блюдо традиционной румынской кухни, изготавливаемое из слив. В 2011 году получило охраняемый географический статус в Европейском союзе. Повидло из Тополовени — своего рода джем, сделанный из очень спелых плодов различных сортов сливы без добавления сахара. Оно происходит из городка Тополовени в жудеце Арджеш.

## История
Рецепт повидла из Тополовени впервые упоминается в 1914 году.
Повидло из Тополовени производится исключительно в регионе, ограниченном муниципальными образованиями Боцаркани, Кринцешти, Горэнешти, Инури, Голешти Бади, Цигэнешти, Тополовени и Вицикешти. Этот район особенно подходит для выращивания сливы, он входит в состав жудеца Арджеш в регионе Валахия. Сливовые сады покрывают территорию около 17 000 га.
Повидло из Тополовени стало первым сертифицированным румынским натуральным продуктом и было защищено приказом Европейского Союза № 338/2011 от 7 апреля 2011 года.
В 2003 году Румыния развернула воинский контингент в Афганистане, как член НАТО. В 2009 году натуральное повидло из Тополовени заменило мармелад на всех натовских базах. В 2010 году завод Тополовени был назначен официальным поставщиком для румынского Королевского дома.

## Приготовление
Для приготовления повидла необходимо четыре сорта слив. Повидло готовится на очень слабом огне в течение 10 часов без сахара, пока оно не начнёт прилипать к ложке. Оно представляет собой густую пасту, однородную, тёмно-коричневую, с содержанием сухого вещества минимум 55 %. Эта концентрация, соответствующая 55 °Bx, обеспечивает сохранение продукта при температуре максимум 20 °C без каких-либо добавок.
Сливы, используемые для производства повидла из Тополовени, принадлежат к различным местным разновидностям сливы домашней: Boambe de Leordeni, Bistriteana, Brumarii, Centenar, Dimbovita, Grasa ameliorata, Grasa Romanesca, Pescarus, Pitestean, Silvia, Stanley, Tomnatici Caran Sebes, Tuleu fat Tuleu timpuriu, Valcean, Vinata Romaneasca.